# Sergueï Tkatchiov
Sergueï Anatoliévitch Tkatchiov (en russe : Сергей Анатольевич Ткачёв) est un footballeur russe né le 19 mai 1989 à Bogoutchar. Il évolue au poste de milieu de terrain à l'Arsenal Toula.

## Biographie

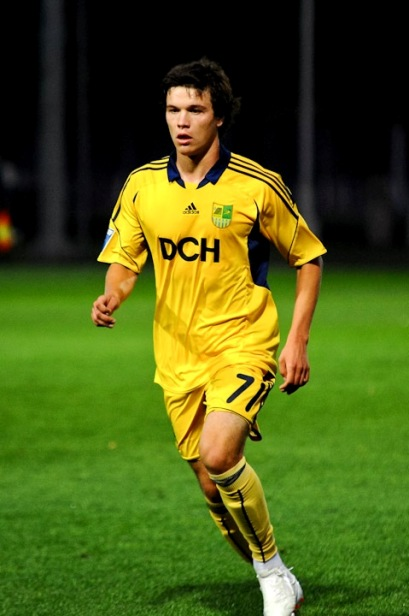
Tkatchiov sous les couleurs du Metalist Kharkiv en 2011.

Né à Bogoutchar, dans l'oblast de Voronej, Sergueï Tkatchiov rejoint au cours de sa jeunesse les rangs du FCS-73 Voronej avec qui il fait ses débuts au niveau amateur en 2006. Il découvre par la suite le monde professionnel avec ce même club en disputant la troisième division lors de la saison 2008, à l'âge de 18 ans.
Il est transféré en 2009 au Krylia Sovetov Samara et passe l'essentiel de la saison au sein de l'équipe réserve, bien qu'il fasse ses débuts avec l'équipe première en fin de championnat et joue ainsi son premier match en première division le 30 octobre 2009 contre le Rubin Kazan. Jouant 16 rencontres durant l'exercice 2010, il marque cette année-là son premier but dans l'élite le 10 mai face au Sibir Novossibirsk.
Au mois de février 2011, Tkatchiov quitte la Russie pour l'Ukraine et le Metalist Kharkiv. Y disputant par la suite la fin de la saison 2010-2011, il joue également son premier match européen durant l'été 2011 durant le match aller des barrages de la Ligue Europa face au FC Sochaux-Montbéliard. Il est cependant très peu utilisé lors du début de l'exercice 2011-2012 et termine alors la saison en prêt avec l'Oural Iekaterinbourg en deuxième division russe. Il prêté une nouvelle fois la saison suivante, cette fois au PFK Sébastopol avec qui il remporte la deuxième division ukrainienne.
Transféré ensuite au Lokomotiv Moscou durant l'été 2013, il est principalement utilisé comme joueur de rotation sous ces couleurs avant d'être prêté au Kouban Krasnodar en début d'année 2015. Ses performances avec le club durant la deuxième partie de la saison 2014-2015, où il prend notamment part à la finale de la Coupe de Russie, lui valent d'y être transféré définitivement à l'été 2015. Cependant, en raison notamment de retards de paiement de la part du club, Tkatchiov obtient la résiliation de son contrat dans le courant du mois de décembre 2015. Il rejoint par la suite le CSKA Moscou durant le mois de janvier 2016 et joue quelques rencontres durant la fin de l'exercice 2015-2016, dont une nouvelle finale de Coupe, tandis que le club remporte le championnat russe.
Après un prêt d'une saison au Krylia Sovetov Samara, Tkatchiov est ensuite prêté à l'Arsenal Toula dans le cadre de la saison 2017-2018 et se démarque en marquant six buts et délivrant cinq passes décisives. Son prêt est alors prolongé pour l'exercice suivant où il obtient des statistiques similaires et contribue en parallèle à la sixième place du club qui se qualifie ainsi pour la Ligue Europa. Il est par la suite transféré définitivement à l'Arsenal durant l'été 2019.

## Statistiques
| Saison                | Club                         | Championnat           | Championnat | Championnat | Coupe(s) nationale(s) | Coupe(s) nationale(s) | Compétition(s) continentale(s) | Compétition(s) continentale(s) | Compétition(s) continentale(s) | Total | Total |
| Saison                | Club                         | Division              | M.          | B.          | M.                    | B.                    | Comp.                          | M.                             | B.                             | M.    | B.    |
| 2006                  | FCS-73 Voronej               | D4                    | 25          | 8           | -                     | -                     | -                              | -                              | -                              | 25    | 8     |
| 2007                  | FCS-73 Voronej               | D4                    | 29          | 23          | -                     | -                     | -                              | -                              | -                              | 29    | 23    |
| 2008                  | FCS-73 Voronej               | D3                    | 24          | 3           | 1                     | 1                     | -                              | -                              | -                              | 25    | 4     |
| Sous-total            | Sous-total                   | Sous-total            | 78          | 34          | 1                     | 1                     | -                              | -                              | -                              | 79    | 35    |
| 2009                  | Krylia Sovetov Samara        | D1                    | 3           | 0           | -                     | -                     | -                              | -                              | -                              | 3     | 0     |
| 2010                  | Krylia Sovetov Samara        | D1                    | 16          | 2           | 1                     | 0                     | -                              | -                              | -                              | 17    | 2     |
| 2010-2011             | Metalist Kharkiv             | D1                    | 7           | 0           | -                     | -                     | -                              | -                              | -                              | 7     | 0     |
| 2011-2012             | Metalist Kharkiv             | D1                    | 3           | 0           | 2                     | 1                     | C3                             | 1                              | 0                              | 6     | 1     |
| 2011-2012             | Oural Iekaterinbourg (prêt)  | D2                    | 14          | 3           | -                     | -                     | -                              | -                              | -                              | 14    | 3     |
| 2012-2013             | PFK Sébastopol (prêt)        | D2                    | 13          | 8           | 2                     | 2                     | -                              | -                              | -                              | 15    | 10    |
| 2013-2014             | Lokomotiv Moscou             | D1                    | 19          | 3           | -                     | -                     | -                              | -                              | -                              | 19    | 3     |
| 2014-2015             | Lokomotiv Moscou             | D1                    | 4           | 0           | 2                     | 0                     | -                              | -                              | -                              | 6     | 0     |
| 2014-2015             | Kouban Krasnodar (prêt)      | D1                    | 11          | 4           | 3                     | 0                     | -                              | -                              | -                              | 14    | 4     |
| 2015-2016             | Kouban Krasnodar             | D1                    | 16          | 3           | 1                     | 0                     | -                              | -                              | -                              | 17    | 3     |
| 2015-2016             | CSKA Moscou                  | D1                    | 8           | 0           | 3                     | 0                     | -                              | -                              | -                              | 11    | 0     |
| 2016-2017             | Krylia Sovetov Samara (prêt) | D1                    | 20          | 2           | 1                     | 1                     | -                              | -                              | -                              | 21    | 3     |
| Sous-total            | Sous-total                   | Sous-total            | 134         | 25          | 15                    | 4                     | -                              | 1                              | 0                              | 150   | 29    |
| 2017-2018             | Arsenal Toula (prêt)         | D1                    | 28          | 6           | 1                     | 0                     | -                              | -                              | -                              | 29    | 6     |
| 2018-2019             | Arsenal Toula (prêt)         | D1                    | 26          | 5           | 4                     | 0                     | -                              | -                              | -                              | 30    | 5     |
| 2019-2020             | Arsenal Toula                | D1                    | 27          | 2           | 2                     | 1                     | C3                             | 2                              | 0                              | 31    | 3     |
| 2020-2021             | Arsenal Toula                | D1                    | 21          | 3           | 2                     | 0                     | -                              | -                              | -                              | 23    | 3     |
| 2021-2022             | Arsenal Toula                | D1                    | 20          | 2           | 1                     | 0                     | -                              | -                              | -                              | 21    | 2     |
| 2022-2023             | Arsenal Toula                | D2                    | 16          | 4           | -                     | -                     | -                              | -                              | -                              | 16    | 4     |
| Sous-total            | Sous-total                   | Sous-total            | 138         | 22          | 10                    | 0                     | -                              | 2                              | 0                              | 150   | 22    |
| Total sur la carrière | Total sur la carrière        | Total sur la carrière | 350         | 81          | 26                    | 5                     | -                              | 3                              | 0                              | 379   | 86    |

## Palmarès
| PFK Sébastopol - Championnat d'Ukraine D2 (1) : - Champion : 2012-13. |  | Kouban Krasnodar - Coupe de Russie : - Finaliste : 2014-15. |  | CSKA Moscou - Championnat de Russie (1) : - Vainqueur : 2015-16. - Coupe de Russie : - Finaliste : 2015-16. |